# ゴールデンアムール
ゴールデンアムールは、かつてロシアに存在した男子アイスホッケーチーム。本拠地はロシアのハバロフスク。ホームリンクはプラチナアリーナ。ロシア・スーパーリーグに所属していたアムールの二軍チームでもあった。

## 歴史
2004年に創設され、アジアリーグアイスホッケー創設2シーズン目のアジアリーグアイスホッケー2004-2005シーズンに、リーグ初のロシアチームとして参戦。レギュラーリーグでは27勝3分12敗の8チーム中3位でプレーオフに進出し、同2位のコクドと対戦したが、0勝3敗で敗退した。
シーズン終了後、親会社の経営状況悪化により、リーグを脱退し、解散。